# Покровка (село, Донецький район)
Покро́вка — село Іловайської міської громади Донецького району Донецької області, Україна.

## Загальні відомості
Відстань до Амвросіївки становить близько 23 км і проходить автошляхом місцевого значення.
Неподалік від села розташований лісовий заказник загальнодержавного значення «Бердянський»
Унаслідок російської військової агресії із серпня 2014 р. Покровка перебуває на тимчасово окупованій території.
Село постраждало внаслідок геноциду українського народу, вчиненого урядом СРСР у 1932—1933 роках, кількість встановлених жертв — 63 людей.

## Населення

### Мова
Розподіл населення за рідною мовою за даними перепису 2001 року:
| Мова            | Кількість | Відсоток |
| --------------- | --------- | -------- |
| українська      | 437       | 92.58%   |
| російська       | 31        | 6.57%    |
| вірменська      | 1         | 0.21%    |
| інші/не вказали | 1         | 0.64%    |
| Усього          | 472       | 100%     |

За даними перепису 2001 року населення села становило 472 особи, з них 92,58 % зазначили рідною мову українську, 6,57 % — російську, 0,21 % — вірменську та словацьку мови.